# Mompha decorella
Mompha decorella é uma espécie de mariposa do gênero Mompha pertencente à família Coleophoridae.